# Stepska pot
Stepska pot je bila starodavna kopenska pot skozi Evrazijsko stepo, ki je bila aktivna predhodnica Svilne ceste. Svila in konji so se trgovali kot ključno blago; sekundarna trgovina je vključevala krzno, orožje, glasbila, drage kamne (turkizna barva, lapis lazuli, ahat, nefrit) in dragulje. Ta pot je bila dolga približno 10.000 km . Vseevrazijska trgovina po Stepski poti je obstajala vsaj dve tisočletji pred konvencionalnim datumom nastanka Svilne ceste.

## Geografija
Stepska pot se potekala po severno-azijski stepi in povezovala vzhodno Evropo s severovzhodno Kitajsko . Evrazijska stepa ima široko in ravninsko topografijo ter edinstven ekosistem . Stepska pot se je razprostirala od ustja reke Donave do Tihega oceana. Na severu so jo omejevali gozdovi Rusije in Sibirije. Jasne južne meje ni, čeprav so južne polpuščave in puščave ovirale potovanje. Glavna značilnost stepske pokrajine je celinsko podnebje in pomanjkanje vlage, kar ustvarja nestabilne pogoje za kmetovanje. Stepa je prekinjena na treh točkah: Uralsko gorovje, Altajsko pogorje, ki se postopoma spreminja v Sajansko gorovje na vzhodu in Veliki Hingan; ti delijo stepo na štiri segmente, ki jih lahko prečkajo konjeniki. Nadmorska višina nekaterih gorskih ovir, kot je Altaj, z nadmorsko višino do 4000 metrov, je sprva ohranila samostojnost nekaterih regij.
Obsežno ozemlje, ki se razteza vzdolž Evrazijske poti, je raznoliko in vključuje suho stepo, puščavo, gore, oaze, jezera, reke in rečne delte, nižinsko stepo, gorsko stepo in gozdne stepske regije . Divjad je bila stalni vir navdiha za umetnike in zgodnje obrtnike. Hipokrat je razmišljal o vplivu podnebnih sprememb na preživetje in napredno razmišljal o njihovem vplivu na organizacijo človeških skupnosti kot razlago za migracije prebivalstva. Zaradi demografskega pritiska na kmetijska območja ob Stepski poti je verjetno prišlo do selitve ranljivejših skupin na obrobju teh kmetijskih območij v iskanju boljših življenjskih pogojev. Ker bogatih pašnikov ni bilo vedno na voljo, je to spodbudilo prehod k nomadskemu načinu življenja. Ta življenjski slog je pripomogel k človeški mobilnosti in gojil vojaško kulturo, potrebno za zaščito čred in osvajanje novih ozemelj. Specifična geografija stepe je ustvarila ekosistem, ki je sposoben mešati kritične razvojne značilnosti, vključno z razpršenostjo sodobnih ljudi, udomačitvijo živali in živinorejo, vožnjo z vozovi in konjeniki, zgodnjo proizvodnjo kovin (baker) in trgovino,  indoevropske jezike in politični vzpon nomadskih civilizacij.

## Skupnosti
Ker ni znano, da so evrazijski nomadi razvili pisni jezik, nihče ne ve, kako so se imenovali. Različne kulture vzdolž Stepske poti večinoma prepoznavajo po značilnih pokopih in občutljivih umetninah . Kakovost artefaktov priča o stopnji prefinjenosti nomadske predpisne kulture in obrtništva, kar odvrača predstave o tem, da so bile nomadske skupnosti v povprečju manj razvite kot stalno naseljene. Nomadske prakse paše čred in hkratnega kmetovanja, v katerih je osrednja vloga elite jahanje konj , so se na tem območju razširile s približno letom 1000 pred našim štetjem . Stepski nomadi so bili organizirane skupnosti, ki so svoje domove nekajkrat letno selile med poletnimi in zimskimi pašniki in so jih pričakovale in priznavale druge sosednje skupnosti. Te skupine so pogosto medseboj komunicirale, trgovale, so pa tudi plenile naseljene ljudi .
Prevladujoče stališče je, da so bile skupnosti Evrazijske stepe v skupinah in niso bile tesno povezane z etničnega vidika. Verjetno je imela vsaka populacija svojo zgodovino. Po drugi strani pa so skupnosti ohranjale tesne stike s sosedi in s tistimi, bolj oddaljenimi. Francoski zgodovinar Fernand Braudel je videl prisotnost pastoralnih nomadov kot motečo silo, ki pogosto prekinja obdobja počasnih zgodovinskih procesov, kar omogoča hitre spremembe in kulturna nihanja.
Nova arheološka najdišča, kot je Berel v Kazahstanu, elitno pokopališče kulture Pazirik, blizu meje z Rusijo, Mongolijo in Kitajsko na stičišču gorovja Altaj in Tarbagatai ob reki Kara-Kabi, so pokazala, da je veliko dela še vedno treba opraviti za boljše razumevanje skupnosti, ki mejijo na to medkulturno prometno pot in oceniti neizkopane kraje v Kazahstanu, Kirgizistanu, Uzbekistanu, Turkmenistanu in Tadžikistanu. Delo je potrdilo, da polnomadski Arimaspijci poznega 4. in zgodnjega 3. stoletja pred našim štetjem niso samo plemenitili konje za trgovino. Ti ljudje so bili tudi pametni metalurgi, gradbeniki, lončarji, draguljarji, rezbarji v lesu in slikarji, ki so pustili trajen vpliv na stiku vzhodnega in zahodnega sveta.

## Zgodovina

### Starejši paleolitik
Do konca pliocena je tektonska dejavnost ustvarila glavna gorska območja in nižine, vključno s porečji Aralskega in Kaspijskega jezera ter depresijo Sarikamiš; oblikovani so bili primitivni rečni sistemi Sir Darja, Zeravšan, Amu Darja, Uzboi, Murghab, Tedžen, Atrek in Gorgan . Ciklične podnebne spremembe med pleistocensko in holocensko epoho so končno povzročile toplejše in manj suho podnebje v večjem delu zahodne Azije, kar je privedlo do današnje konfiguracije in ekologije regije. Prvi sodobni ljudje, ki so se preselili v Evropo, so bili lovci nabiralci; verjetno so se začeli seliti iz Afrike v času epizode Zelena Sahara. Fosili, izkopani v gori Carmel v Izraelu leta 2002, kažejo, da je človek prišel prej, kot je bilo sprva mišljeno, na vrata Stepe pred 177.000–194.000 leti in so se morda spopadli z neandertalci, ki so naselili nekatere dele Evrazije . Celotni migracijski diagram teh populacij še vedno ni jasen. Nato so te lovce nabiralce počasi nadomestili okoli 9000 pred našim štetjem novi migranti z Bližnjega vzhoda, ki so imeli vrhunsko sposobnost preživetja zaradi svojega znanja o primitivnem kmetovanju.
Prevladujoč položaj, ki so ga v ekološki niši zasedale nomadske skupnosti, je posledica njihove nomadske vojaške in tehnične superiornosti. Domneva se, da je nastala v severnih kavkaških stepah že v 8. stoletju pred našim štetjem. Post ledeniško obdobje je zaznamovalo postopno dviganje temperatur, ki je doseglo vrhunce v 5. in 4. tisočletju. Ti bolj gostoljubni pogoji so ljudem zagotavljali travnike in stabilnejše zaloge hrane, kar je povzročilo močno povečanje njihovega števila. Redno zbiranje divjih žit je privedlo do empirične vzreje in selekcije žit (pšenice, ječmena), ki jih je bilo mogoče gojiti. Prav tako je prišlo do udomačitve živali (osli, osli, konji, ovce, kozji predhodniki) in rejo živali . Čeprav sta se kakovost in količina umetnin spreminjali od mesta do mesta, je splošni vtis, da je razvoj obrti prispeval k stabilnejšim naseljem in natančnejši opredelitvi poti, ki povezujejo določene skupnosti med seboj. Aurignacijska kultura se je razširila po Sibiriji in kot dokaz o njeni prisotnosti je bila Venera najdena blizu Irkutska, na reki Zgornja Angara . Sledi  kulture Magdalenian so bili ugotovljeni tudi v Mandžuriji, Sibiriji in Hopei. Živinoreja je prinesla kvaliteten preskok v družbenem razvoju in pripravila potrebno osnovo za ustvarjanje starodavnih pol nomadskih civilizacij po Evrazijski stepi.
Analiza izotopov ogljika in dušika iz skeletnega kolagena istih človeških ostankov pomaga razvrstiti njihovo prehransko ozadje in opredeliti gospodarstvo stepskih skupnosti. Analiza izotopov stroncija pomaga prepoznati različno favno in človeške premike med različnimi regijami. Analiza izotopov kisika se uporablja za rekonstrukcijo pitnih navad in vpliv podnebnih sprememb na prebivalstvo . Cilj kombinacije teh dejavnikov je rekonstruirati natančnejšo sliko življenjskih razmer v tistem času. Analiza 1500 linij rodov mitohondrijskih genomov je pripomogla k temu, da so prišli v različne regije v Evropi lovci nabiralci, ki so pozneje razvili znanje o kmetovanju. Ugotovljeno je bilo, da jih lahko v srednji in jugozahodni Evropi v glavnem zasledimo do neolitika. V osrednjem in vzhodnem Sredozemlju lahko prihod prvih človeških migrantov datiramo v veliko zgodnejše pozno ledeniško obdobje .

### Neolitik
Temu obdobju je dodeljeno zgodnje poznavanje gospodarstva za pridelavo hrane v Ponto-kaspijski stepi. Prehod z nabiranja hrane v gospodarstvo za pridelavo hrane s kmetovanjem in živinorejo je privedel do globokih družbenih in kulturnih sprememb. Lov in rečni ribolov sta verjetno še naprej igrala pomembno vlogo pri preživljanju, zlasti na gozdno-stepskih območjih. Prehod v živinorejo je imel ključno vlogo v zgodovini vzpona človeške družbe in je pomembno prispeval k neolitski revoluciji. Hkrati se je pojavil nov način življenja z izgradnjo udobnejših naselij za udomačenje rastlin in živali, obrtne dejavnosti (ki so povzročile široko uporabo okrasja) in pokopne prakse, vključno s postavitvijo prvih grobnih gomil v obdobju eneolitika (prehod med neolitikom in bronasto dobo).
Notranje Evrazijske stepe so zasedle, verjetno od 4. tisočletja pred našim štetjem, nomadske skupnosti, ki so izvajale obsežne oblike konjske paše, ki so se sprehajale od kraja do kraja. To je zagotovilo, da so se njihovi stiki in vpliv razširili na velika območja. Najstarejši dokazi o jahanju majhnih konj zvirajo iz skupnosti Sredni Stog v vzhodni Ukrajini in južni Rusiji pripada udomačenje baktrijske kamele do leta c. 4000 pred našim štetjem. Ta dva nosača težkih tovorov sta med najbolj prilagodljivimi živalmi na svetu, ki lahko prenese temperature od 40 ° C do -30 ° C. Na vzhodu Evrazije so kmetijstvo verjetno začele indoevropske skupnosti (Tohari) s sedežem v Tarīmski kotlini (severozahodna Kitajska) okoli leta 4000 pred našim štetjem.
Na zahodnem delu Evrazije je revolucija pisave, datirana v isto epoho, izšla iz primitivnega računovodstva in se razvijala z zanimanjem Sumercev za puščanje sporočil za posmrtno življenje. V Notranji Kitajski, ki predstavlja polovico ozemlja današnje Kitajske, kar pomeni izključitev Mandžurije, Mongolije, Xinjianga in Tibetanske planote kot združitev ohlapno povezanih 'makroregij', so bile odkrite rezbarije z želvastimi školjkami (npr. simboli Jiahu) iz c. 6200-6600 pr. n. št. Za zdaj se bolj kvalificirajo kot simboli in ne kot dokaz sistematičnega pisanja. Pisanje in računovodstvo (računanje) se je verjetno začelo samostojno na različnih območjih Evrazije (Sredozemlje, Sumerija in Mezopotamija), vendar se zdi, da se je ob Stepski poti hitro širilo.

### Bronasta doba
Prehodno obdobje v bronasto dobo kaže različne vzorce v različnih geografskih regijah Stepske poti, kljub temu pa so številne obrtne dejavnosti vključevale izdelavo okrasnih, instrumentalnih izdelkov in domačega blaga. Že v 6—5 tisočletju pred našim štetjem (Vinčanska kultura, ki leži v današnji Srbiji) je Pontsko-kaspijsko stepo zaslediti kot domovino proizvodnje bakra in se je nato v dveh tisočletjih razširila po celotnem stepskem območju . V začetku 4. tisočletja so na območju Altaja stepski pastirji uvedli tehnologijo bakra. Bronasto dobo je zaznamovalo nenadno hlajenje podnebja, ko je na prehodu v 3. in 2. tisočletje pred našim štetjem prišlo do novega dviga temperature, bolj naklonjenega kmetovanju in vzreji čred. Dvojna uporaba prazgodovinske konjenice in kovinskega orožja je verjetno postavila okvir mnogo bolj militariziranega in morda bolj sovražnega okolja, kar je spodbudilo selitev najbolj mirnega - ali najšibkejšega - prebivalstva na bolj oddaljene dele stepe .
Napredne obrti, kot sta taljenje kovin in lončarstvo (poslikane posode in skulpture iz terakote), se nahajajo ob bok velikim površinam, pokritim z odpadki iz proizvodnje okrasnih iz poldragih kamnov: lapis-lazuli, turkiz, spinel, kremen. Gospodarska blaginja je povzročila izjemno bogastvo umetniškega izražanja, ki ga je bilo mogoče najti v manjših oblikah, zlasti v poslikani keramiki, majhnih izrezljanih predmetih, okraskih, navdihnjenih z divjimi živalmi in grobnih pridatkih. Prav tako je spodbudila bolj zapleteno organizacijo družbe.
Trgovanje po Stepski poti kaže, da vzhodnoazijska svila ni prišla samo s Kitajske. Neolitski ostanki (4000-3000 pr. n. št.) kraljestva Goguryeo (Koreja) kažejo lončene posode z vzorci sviloprejk in murv ter majhne rezbarije sviloprejk v kamninah. Zapisi o treh kraljestvih pišejo, da sta obe zvezni državi Byeonhan in Jinhan (pozneje v Koreji imenovani kraljestvi Silla in Gaya), »imeli veliko murv in sviloprejk«, kar pomeni, da je bila svila, proizvedena na Korejskem polotoku, znana v drugih državah od antičnih časov. V poznem 3. tisočletju pred našim štetjem so se v vzhodni Srednji Aziji (Sajan-Altaj, Mongolija) naselile vojaško usmerjene živinorejske skupnosti. Nastala je Cesta nefrita (žad), rudnine so izkopali v Khotanu in Yarkandu ter jih prodali na Kitajsko. Skupnosti so bile na poti Stepe z uvedbo vozičkov še bolj mobilne .
Konec bronaste dobe na poti po Evrazijskih stepah kaže, da sta proizvodnja in nova gospodarska organizacija privedla do kopičenja bogastva številnih družin in novih gospodarskih interakcij. [28] Njihovi moški voditelji so nato postali vojskovodje, ki so se spopadali in sklepali zavezništva za nadzor najboljših pašnikov ali selitve, da bi začeli tisto, kar utegne postati civilizacija.

### Dinastično obdobje
Do leta 2000 pred našim štetjem se je omrežje Stepske poti zamenjalo za omrežje Svilne ceste. Sredi tega tisočletja so bile kulture »stepe« dobro uveljavljene. Počasi premikajoče se skupine, ki so sledile težkim vozovom s štirimi polnimi kolesi pod vodstvom lovcev in ribičev, ki so se ukvarjali z neko obliko produktivnega gospodarstva, so postopoma zamenjali ali zasužnjili konjeniki iz step in polpuščav. Nomadi so jahali majhne konje in se znali boriti s konja predvsem z lokom, ki je bilo značilno orožje stepe in včasih celo z mečem ali sabljo, če je bil bolj premožen. Te mobilne, energične in iznajdljive skupnosti, ki uporabljale lahke bojne vozove s kolesi premera do enega metra z desetimi naperami, ki so jih vlekli konji , se širijo v različnih smereh. Ta evolucija je okrepila že tako močan sistem živahnih in razširjenih izmenjav znotraj in včasih zunaj notranjih Evrazijskih stepe. In ti zgodnji sistemi izmenjave so bili v veliki meri odvisni od vloge prepletenih pašnih skupnosti . Posledica tega je bil kompleksen vzorec selitvenih gibanj, preobrazb in kulturnih interakcij vzdolž stepe. V 2. tisočletju pred našim štetjem je prišlo do velikih premikov prebivalstva na širokem območju Srednje Azije, spremenila se je celotna slika etnokulturnega razvoja. 
Glede na zapise rimskega zgodovinarja Kasija Dina so Rimljani prvič videli visoko kakovostno svilo leta 53 pred našim štetjem, v obliki partskih praporov, razgrnjenih pred porazom v bitki pri Carrhae (sodobni Harran). 
Različni artefakti, vključno steklena posoda, izkopana iz grobnic v Silu, so bili podobni tistim, ki so jih našli v sredozemskem delu Rimskega cesarstva, kar kaže, da je prišlo do izmenjave med obema krakoma Stepske poti. Ocenjeno je bilo, da čas potovanja komercialnega blaga iz Konstantinopla (sodobni Carigrad) v Turčiji do Gyeongjuja v Koreji ni presegel šestih mesecev. Povezanost Kitajske s Stepsko potjo je povzročila briljantni napredek kitajske civilizacije v času dinastije Jin (Dinastija Čing), ob pojavu treh glavnih inovacij, ki so jih najverjetneje uvozili iz evrazijskih stepskih zahodnih skupnosti: prevoz s kolesom, konj in metalurgija.
Skupne reference, ki so potovale po Stepski poti, je mogoče slediti od Sredozemlja do Korejskega polotoka v podobnih tehnikah, slogih, kulturah in religijah, celo v vzorcih bolezni.

## Galerija
- Stepa, ki meji na provinco Bakhtiari v Iranu.
- Stepa regije Vzhodni Ajagoz, Kazahstan
- Mongolsko-mandžurska travnata regija vzhodne evrazijske stepe v Mongoliji.